# 오하라 사쿠라코
오하라 사쿠라코(일본어: 大原 櫻子, 1996년 1월 10일 ~ )는 일본의 여배우, 가수이다.
도쿄도 출신. 소속 사무소는 후지 퍼시픽 뮤직. 소속 레코드 회사는 JVC 켄우드 빅터 엔터테인먼트.

## 내력

### 배우 활동
중학교 2학년 때, 배우던 댄스의 발표회에서 우연히 텔레비전 관계자에게 댄서로서 데뷔 당시의 소속 사무소였던 후지가 사무소를 소개받은 것을 계기로 연예계에 들어섰다. 배우 지망이었기 때문에, 테스트 결과 배우로서 스카우트되었다.

### 가수 활동
영화의 극 중 밴드 MUSH&Co.의 보컬로서 싱글 〈내일도〉로 가수 데뷔.
2014년 11월 26일, 1st 싱글 〈생큐.〉로 솔로 데뷔. 제56회 일본 레코드 대상 신인상을 수상.
2015년, 제93회 전국 고교 축구 선수권 대회의 주제가를 담당하게 된다. 주제가는 2nd 싱글 〈눈동자〉. 3월 25일, 1st 앨범 《HAPPY》를 발매. 11월 27일, 《제66회 NHK 홍백가합전》에 첫 출장하는 것이 발표되었다.

## 인물
- 아버지는 내레이터로서 활동하는 하야시다 나오치카.

## 수상
- 제23회 일본 영화 비평가 대상 신인상·코모리 카즈코상 (《그녀는 거짓말을 너무 사랑해》)
- 제56회 일본 레코드 대상 신인상
- 레코쵸쿠 연간 랭킹 2014·신인 아티스트 〈챠쿠우타 부문〉 ※MUSH&Co. 명의
- 제8회 CD샵 대상 입상 (《HAPPY》)

## 출연

### 영화
- 그녀는 거짓말을 너무 사랑해 (2013년 12월 14일, 토호) - 코에다 리코 역
- 마이코는 레이디 (2014년 9월 13일, 토호) - 코지마 치하루(소녀 시절) 역
- 치어☆댄스~여고생이 치어댄스로 전미 제패해버린 진짜 이야기~ (2017년 3월 11일, 토호)

### 텔레비전 드라마
- 고교입시 제8·10화 (2012년 10월 6일·12월 8일, 후지 TV)
- 사신 군 제1화 (2014년 4월 18일, TV 아사히) - 오니시 후쿠코 역
- 수구 양키스 (2014년 7월 ~ 9월, 후지 TV) - 이와사키 나기사 역
- 기묘한 이야기 '14 가을 특별편 〈미래 도둑〉 (2014년 10월 18일, 후지 TV) - 아야카 역
- 사랑하는 사이 (2015년 7월 ~ 9월, 후지 TV) - 미우라 나나미 역
- 좋아하는 사람이 있다는 것 (2016년 7월 ~ 9월, 후지 TV) - 니시지마 마나미 역

### 무대
- 지구 고저스 프로듀스 공연 Vol.14 《The Love Bugs》 (2016년 1월 ~ 3월, 아카사카 ACT 시어터/아이치 현 예술 극장/후쿠오카 선팰리스/페스티벌 홀) - 텐코 역
- 뮤지컬 《나는 신고》 (2016년 12월 ~ 2017년 1월, KAAT 카나가와 예술 극장/신국립극장 외) - 시즈카 역
- 리틀 보이스 (2017년 5월, 텐노즈 은하 극장) - 주연·리틀 보이스 역

### 음악 프로그램
- 뮤사타 (2013년 10월 12일·19일·26일/2014년 11월 21일·28일, 후지 TV)
- 2013 FNS 가요제 (2013년 12월 4일, 후지 TV)
- MUSIC STATION (2014년 5월 2일, TV 아사히)
- EX 시어터 TV (2014년 10월 1일 ~ , TV 아사히) - MC
- 2014 FNS 가요제 (2014년 12월 3일, 후지 TV)
- CDTV 스페셜! 음악의 날 아침까지 라이브 (2015년 6월 27일, TBS)

### CM
- JVC 켄우드 JVC 헤드폰 (2014년 6월 ~ )
- DHC 약용 애크니 컨트롤 시리즈 (2015년 3월 ~ )
- 키린 베버리지 오후의 홍차 (2015년 3월 ~ )

### 라디오
- 오하라 사쿠라코의 올 나이트 닛폰 R (2013년 12월 28일, 닛폰 방송) - 퍼스낼리티
- 오하라 사쿠라코의 올 나이트 닛폰 0(ZERO) (2014년 3월 31일 ~ 6월 30일, 닛폰 방송) - 퍼스낼리티
- 오하라 사쿠라코 Happy Tuning! (2015년 4월 4일 ~ , 닛폰 방송) - 퍼스낼리티

### 라디오 드라마
- 늑대의 자손 (2014년 11월 17일, 닛폰 방송) - 주연·모리야마 마코토 역

### 라이브

#### 단독 라이브
- 오하라 사쿠라코 1st TOUR 2015 〈SPRING~CHERRYYYY BLOSSOOOOM!!!~〉 (2015년 4월 20일 ~ 5월 7일, 후쿠오카/아이치/오사카/도쿄)
- 오하라 사쿠라코 2nd TOUR 2015 〈AUTUMN〉 (2015년 10월 14일 ~ 11월 12일, 토야마/후쿠오카/카가와/히로시마/니이가타/후쿠시마/홋카이도/도쿄/아이치/미야기/오사카)
- 오하라 사쿠라코 CONCERT TOUR 2016 ~CARVIVAL~ (2016년 8월 5일 ~ 10월 4일, 카나가와/후쿠오카/나가사키/도쿄/삿포로/오카야마/교토/카고시마/토야마/나고야/고베/타카마츠/니이가타/오사카/도쿄)

#### 이벤트
- 오다이바 신대륙 2014 메자마시 라이브 (2014년 7월 31일, 신대륙 도키도키 랜드 내 특설 스테이지)
- 학원제 투어 (2014년 10월 18일 ~ 11월 15일, 분쿄 가쿠인 대학/메지로 대학/가쿠슈인 대학/츄오 가쿠인 대학/히로시마 문화 가쿠엔 대학/니혼 복지 대학)
- 일본 여자 박람회-JAPAN GIRLS EXPO 2015 봄- (2015년 2월 21일, 인텍스 오사카)
- 신데렐라 페스 Vol.2 (2015년 4월 2일, 국립 요요기 경기장 제1체육관)
- 칸사이 컬렉션 2015 S/S (2015년 4월 12일, 쿄세라 돔 오사카)
- 걸즈 어워드 Girls Award 2015 SPRING/SUMMER (2015년 4월 29일, 국립 요요기 경기장 제1체육관)
- 메자마시 라이브 in 봄 페스 2015 (2015년 5월 2일, 후지 TV)
- J-WAVE LIVE SUMMER JAM 2015 (2015년 8월 9일, 국립 요요기 경기장 제1체육관)
- 오다이바 모두의 몽대륙 2016 메자마시 라이브 (2016년 7월 20일, 몽대륙 모두의 축제 랜드 내 특설 스타디움)
- 코카 콜라 SUMMER STATION 음악 LIVE (2016년 8월 7일, 코카 콜라 SUMMER STATION LIVE 아레나)

## 음반 작품

### 싱글
| # | 발매일           | 타이틀                          | 최고 순위 | 규격   | 규격 품번                |
| - | ---------------- | ------------------------------- | --------- | ------ | ------------------------ |
| 1 | 2014년 11월 26일 | サンキュー。 생큐.              | 12위      | CD+DVD | VIZL-718 (초회 한정반)   |
| 1 | 2014년 11월 26일 | サンキュー。 생큐.              | 12위      | CD     | VICL-36954 (통상반)      |
| 1 | 2014년 11월 26일 | サンキュー。 생큐.              | 12위      | CD     | VICL-36998 (3939 한정반) |
| 2 | 2015년 1월 7일   | 瞳 눈동자                       | 5위       | CD+DVD | VIZL-789 (초회 한정반)   |
| 2 | 2015년 1월 7일   | 瞳 눈동자                       | 5위       | CD     | VICL-37019 (통상반)      |
| 3 | 2015년 7월 22일  | 真夏の太陽 한여름의 태양        | 11위      | CD+DVD | VIZL-860 (초회 한정반 A) |
| 3 | 2015년 7월 22일  | 真夏の太陽 한여름의 태양        | 11위      | CD+DVD | VIZL-861 (초회 한정반 B) |
| 3 | 2015년 7월 22일  | 真夏の太陽 한여름의 태양        | 11위      | CD     | VICL-37117 (통상반)      |
| 4 | 2015년 11월 4일  | キミを忘れないよ 너를 잊지 않아 | 6위       | CD+DVD | VIZL-907 (초회 한정반 A) |
| 4 | 2015년 11월 4일  | キミを忘れないよ 너를 잊지 않아 | 6위       | CD+DVD | VIZL-908 (초회 한정반 B) |
| 4 | 2015년 11월 4일  | キミを忘れないよ 너를 잊지 않아 | 6위       | CD     | VICL-37123 (통상반)      |
| 5 | 2016년 6월 1일   | 大好き 정말 좋아                | 5위       | CD+DVD | VIZL-977 (초회 한정반 A) |
| 5 | 2016년 6월 1일   | 大好き 정말 좋아                | 5위       | CD+DVD | VIZL-978 (초회 한정반 B) |
| 5 | 2016년 6월 1일   | 大好き 정말 좋아                | 5위       | CD     | VICL-37166 (통상반)      |

### 앨범
| # | 발매일          | 타이틀             | 최고 순위 | 규격             | 규격 품번                               |
| - | --------------- | ------------------ | --------- | ---------------- | --------------------------------------- |
| 1 | 2015년 3월 25일 | HAPPY              | 2위       | CD+DVD           | VIZL-816 (초회 한정 SPECIAL HAPPY반)    |
| 1 | 2015년 3월 25일 | HAPPY              | 2위       | CD+굿즈          | VIZL-817 (완전 생산 한정 SUPER HAPPY반) |
| 1 | 2015년 3월 25일 | HAPPY              | 2위       | CD               | VICL-64342 (통상 HAPPY반)               |
| 2 | 2016년 6월 29일 | V（ビバ） V (비바) | 3위       | CD+DVD+PHOTOBOOK | VIZL-994 (초회 한정 “VIVA”반)           |
| 2 | 2016년 6월 29일 | V（ビバ） V (비바) | 3위       | CD+DVD           | VIZL-995 (초회 한정 “미라클 미러”반)    |
| 2 | 2016년 6월 29일 | V（ビバ） V (비바) | 3위       | CD               | VICL-64595 (통상 “VIVA”반)              |

### 영상 작품
| # | 발매일           | 타이틀                                        | 규격    | 규격 품번  |
| - | ---------------- | --------------------------------------------- | ------- | ---------- |
| 1 | 2015년 7월 22일  | 1st TOUR 2015 SPRING~CHERRYYYY BLOSSOOOOM!!!~ | DVD     | VIBL-789   |
| 1 | 2015년 7월 22일  | 1st TOUR 2015 SPRING~CHERRYYYY BLOSSOOOOM!!!~ | Blu-ray | VIXL-155   |
| 2 | 2016년 12월 21일 | CONCERT TOUR 2016 ~CARVIVAL~                  | DVD     | VIBL-824/5 |
| 2 | 2016년 12월 21일 | CONCERT TOUR 2016 ~CARVIVAL~                  | Blu-ray | VIXL-177   |

### 참가 작품

#### 싱글
| 발매일          | 타이틀                                                                                | 규격   | 규격 품번                                |
| --------------- | ------------------------------------------------------------------------------------- | ------ | ---------------------------------------- |
| 2013년 12월 4일 | 明日も 내일도 (MUSH&Co.)                                                              | CD+DVD | VIZL-618 (초회 한정반)                   |
| 2013년 12월 4일 | 明日も 내일도 (MUSH&Co.)                                                              | CD     | VICL-36862 (기간 한정 스페셜 프라이스반) |
| 2013년 12월 4일 | 明日も 내일도 (MUSH&Co.)                                                              | CD     | VICL-36929 (통상반)                      |
| 2014년 6월 25일 | 頑張ったっていいんじゃない 열심히 해도 괜찮잖아 (오하라 사쿠라코(from MUSH&Co.) 명의) | CD+DVD | VIZL-687 (초회 한정반)                   |
| 2014년 6월 25일 | 頑張ったっていいんじゃない 열심히 해도 괜찮잖아 (오하라 사쿠라코(from MUSH&Co.) 명의) | CD     | VICL-36927 (통상반)                      |

##### 전달 한정 싱글
| 발매일          | 타이틀 | 규격            |
| --------------- | --- | --------------- |
| 2014년 7월 15일 | 忘れられぬミュージック 잊을 수 없는 뮤직 (유즈/모모이로 클로버 Z/back number/오하라 사쿠라코&마츠토야 유미) | 디지털 다운로드 |

#### 앨범
| 발매일           | 타이틀 | 규격   | 규격 품번              |
| ---------------- | --- | ------ | ---------------------- |
| 2013년 12월 18일 | 映画 カノジョは嘘を愛しすぎてる -MUSIC BOX- 영화 그녀는 거짓말을 너무 사랑해 -MUSIC BOX-                                 | CD+DVD | VIZL-623 (초회 한정반) |
| 2013년 12월 18일 | 映画 カノジョは嘘を愛しすぎてる -MUSIC BOX- 영화 그녀는 거짓말을 너무 사랑해 -MUSIC BOX-                                 | CD     | VICL-64099 (통상반)    |
| 2015년 12월 13일 | 「映画ちびまる子ちゃん イタリアから来た少年」ミュージックアルバム 「영화 치비 마루코 짱 이탈리아에서 온 소년」 뮤직 앨범 |        |                        |
| 2015년 12월 13일 | 「映画ちびまる子ちゃん イタリアから来た少年」ミュージックアルバム 「영화 치비 마루코 짱 이탈리아에서 온 소년」 뮤직 앨범 | CD     | VICL-64525 (통상반)    |

## 서적

### 잡지
- SEDA (2014년 8월호 ~ , 히노데 출판) - 레귤러 모델